# Pleuravätska
Pleuravätska eller pleurautgjutning är ett allvarligt sjukdomstecken som innebär att lungsäcken (latin: pleura) är fylld med vätska.
Vanligaste orsaken till pleuravätska är infektioner och hjärtsvikt. Det kan också uppkomma vid cancer (lung-, bröst- och äggstocks-). Symptom på pleuravätska är andfåddhet och försämrad prestation.
Ibland tappas pleuran på vätska med en grov nål. Ibland "klistrar" man ihop lungsäcken för att komma ifrån problemet med pleuravätska.